# 戈斯湖
54°26′29″N 9°51′20″E / 54.44139°N 9.85556°E

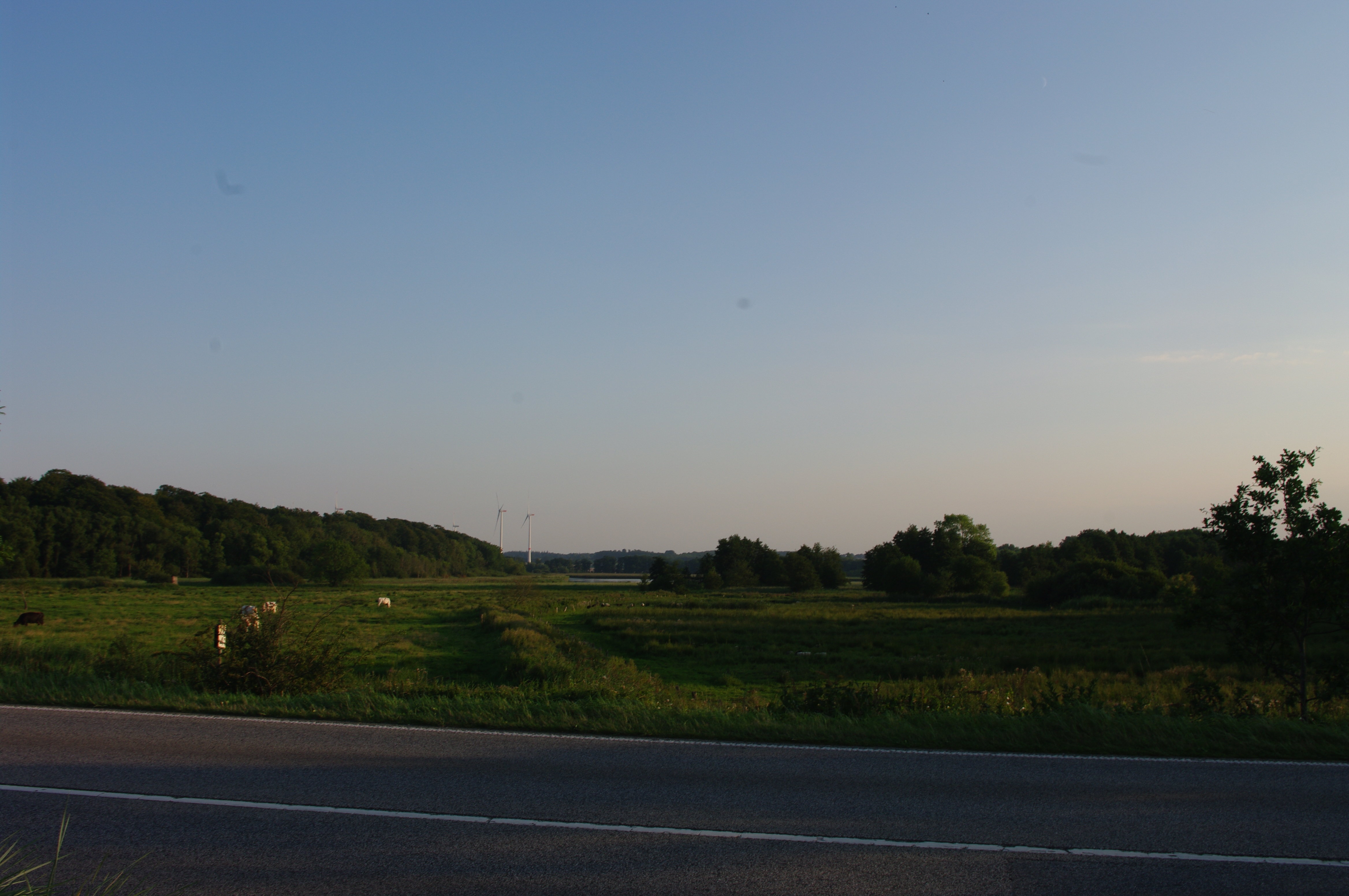

戈斯湖（德語：Goossee），是德國的湖泊，位於該國北部石勒蘇益格-荷爾斯泰因州，由倫茨堡-埃肯弗德縣負責管轄，面積0.11平方公里，海拔高度0.7米，湖岸線長度2.2公里。